# Crotaphytus reticulatus
Espèce
Statut de conservation UICN

 VU C2a(i) : Vulnérable
Crotaphytus reticulatus est une espèce de sauriens de la famille des Crotaphytidae.

## Répartition
Cette espèce se rencontre au Coahuila au Nuevo León et au Tamaulipas au Mexique et au Texas aux États-Unis.

## Publication originale
- Baird, 1859 "1858" : Description of new genera and species of North American lizards in the museum of the Smithsonian Institution. Proceedings of the Academy of Natural Sciences of Philadelphia, vol. 10, p. 253-256 (texte intégral).